# ジェイコム船橋習志野
株式会社ジェイコム船橋習志野（ジェイコムふなばしならしの）は、かつて存在したテレビ放送、インターネット、IP電話を業務としていたケーブルテレビ局会社。千葉県船橋市に本社を置いていた。
2018年（平成30年）1月1日に、株式会社ジェイコム千葉へ吸収合併され解散した。局としてはJ:COM YY船橋習志野が後継となる。

## 概要
船橋市をサービスエリアとする株式会社船橋ケーブルネットワーク（呼称:JCN船橋）と、習志野をサービスエリアとする株式会社タウンテレビ習志野（呼称:JCN習志野）が2006年（平成18年）10月1日に合併して誕生した会社。存続会社は株式会社船橋ケーブルネットワーク。
2002年（平成14年）5月31日付で船橋ケーブルネットワーク、タウンテレビ習志野の経営権をジャパンケーブルネット (JCN) が取得し、JCNグループ局となった。
2014年（平成26年）4月1日付で株式会社ジュピターテレコムによるジャパンケーブルネット株式会社の吸収合併によりその連結子会社になったことに伴い、同年6月1日と7月1日に呼称と社名がそれぞれ「JCN船橋習志野」「株式会社JCN船橋習志野」から「J:COM 船橋・習志野」「株式会社ジェイコム船橋習志野」に変更された。

## 会社所在地
- 本社（旧 船橋ケーブルネットワーク本社）
  - 千葉県船橋市浜町2丁目1番1号
- 習志野センター（旧 タウンテレビ習志野本社）
  - 千葉県習志野市鷺沼1-2-1 習志野情報センタービル4階

## 沿革
- 1989年（平成元年）
  - 11月15日
    - 株式会社船橋ケーブルネットワークが設立。
- 1991年（平成3年）
  - 2月5日
    - 船橋ケーブルネットワークが有線テレビジョン放送施設設置許可取得。
- 1992年（平成4年）
  - 4月1日
    - 船橋ケーブルネットワークが開局。
- 1996年（平成8年）
  - 5月24日
    - 株式会社タウンテレビ習志野が設立。

  - 11月8日
    - タウンテレビ習志野が有線テレビジョン放送施設設置許可取得。
- 1997年（平成9年）
  - 12月2日
    - タウンテレビ習志野が第一種電気通信事業許可取得。
- 1998年（平成10年）
  - 4月27日
    - タウンテレビ習志野が開局。

  - 7月1日
    - タウンテレビ習志野がインターネット接続事業サービス「し〜ぷるねっと」開始。
- 2000年（平成12年）
  - 3月3日
    - 船橋ケーブルネットワークが第一種電気通信事業許可取得。

  - 10月1日
    - 船橋ケーブルネットワークがインターネット接続事業サービス「Cable@nifty」開始。
- 2001年（平成13年）
  - 7月1日
    - 船橋ケーブルネットワークがBSデジタル放送サービス開始。
- 2002年（平成14年）
  - 5月31日
    - ジャパンケーブルネット株式会社が株式会社船橋ケーブルネットワークの株式取得。経営権が移りグループ局となる。
    - ジャパンケーブルネット株式会社が株式会社タウンテレビ習志野の株式取得。経営権が移りグループ局となる。
- 2003年（平成15年）
  - 12月1日
    - タウンテレビ習志野が地上デジタル放送・BSデジタル放送・JCNを用いたデジタル多チャンネル放送サービス『デジタル（現・デジマックス）』開始。[2]
- 2004年（平成16年）
  - 3月1日
    - タウンテレビ習志野が050 IP電話サービス『JCNetフォン.習志野』開始。

  - 6月1日
    - 船橋ケーブルネットワークが地上デジタル放送・JCNを用いたデジタル多チャンネル放送サービス『デジタル（現・デジマックス）』開始。[3]

  - 10月1日
    - 船橋ケーブルネットワークがデジタル多チャンネル放送に『デジタルエコノミー（現・デジスタ）』開始。
- 2005年（平成17年）
  - 1月4日
    - タウンテレビ習志野がJC-HITSを用いたデジタル放送サービス開始。

  - 4月1日
    - タウンテレビ習志野がデジタル多チャンネル放送に『デジタルエコノミー（現・デジスタ）』開始。
    - アナログ多チャンネル放送サービスのチャンネル番号をJCN各局共通番号に変更。
- 2006年（平成18年）
  - 1月1日
    - 船橋ケーブルネットワークが呼称をJCN船橋に変更。
    - タウンテレビ習志野が呼称をJCN習志野に変更。
    - JCN習志野にてプライマリ電話サービス「ケーブルプラス電話」を用いた『JCN電話』開始。

  - 4月1日
    - JCNサービスラインナップ導入。
    - 10月1日
    - 株式会社タウンテレビ習志野を合併。
    - 社名を「株式会社JCN船橋習志野」、呼称をJCN船橋習志野にする。
    - 船橋エリアにてプライマリ電話サービス「ケーブルプラス電話」を用いた『JCN電話』開始。
- 2007年（平成19年）
  - 4月1日
    - 会員誌「JCN plus」創刊。

  - 7月1日
    - HDD内蔵録画機能付きSTB「録りま専科」提供開始。

  - 10月31日
    - アナログ多チャンネル放送サービス終了。
- 2008年（平成20年）
  - 1月30日
    - 050 IP電話サービス『JCNetフォン.習志野』提供終了。

  - 4月1日
    - JCNテレビに『デジエース』開始。
    - 『JCN VODサービス』開始。

  - 10月1日
    - 『JCNプラスビデオ』開始。

  - 12月1日
    - 「コミュニティチャンネル」が地上デジタル放送で開始。チャンネル名称が「JCNプラスチャンネル」に変更。
- 2009年（平成21年）
  - 4月1日
    - DVD搭載HDD内蔵録画機能付きSTB「録りま専科DVD」提供開始。
    - 専用受信端末を用いた『JCN緊急地震速報』サービス開始。
    - JCNケータイ（au携帯電話）販売開始。

  - 6月1日
    - 双方向設置済みの「録りま専科」・「録りま専科DVD」利用者向けに、一部を除く携帯電話からの『ケータイ録画予約』開始。

  - 10月1日
    - 船橋エリアの約半域と習志野エリアの全域で、JCNインターネットに下り最大伝送速度160Mの『スピードスター160』開始。

  - 11月16日
    - 船橋エリアの『スピードスター160』前未提供エリア内の約半域で開始予定。

  - 11月30日
    - 習志野エリアにて提供されていたJC-HITSを用いたデジタル放送サービス終了。
- 2010年（平成22年）
  - 3月23日
    - 船橋エリアの『スピードスター160』前未提供エリアの約半域で開始。

  - 4月1日
    - 「JCNプラスチャンネル」で、デジタル録画コピー制御（コピーフリーからダビング10の運用）開始。
    - JCNインターネットの『スタンダード』の下り最大伝送速度を8Mから15Mに増速。

  - 6月28日
    - 船橋エリアの『スピードスター160』前未提供エリアの全域で開始。これにより全てのエリアで提供を開始した。

  - 7月7日
    - 船橋エリアの地上デジタル放送のパススルー方式を、周波数変換方式から同一周波数方式に、地域ごとに順次変更。
- 2011年（平成23年）
  - 2月1日
    - 船橋エリアの地上デジタル放送のパススルー方式を、周波数変換方式から同一周波数方式に、全地域で完全変更。

  - 3月10日
    - 地上アナログ放送終了に先立ち、地上放送デジアナ変換を暫定的に提供開始。[4]

  - 4月1日
    - コミュニティチャンネルをハイビジョン化。
- 2014年（平成26年）
  - 4月1日
    - ジャパンケーブルネット株式会社が株式会社ジュピターテレコムに吸収合併されたことに伴い、株式会社ジュピターテレコムの連結子会社となる。

  - 6月1日
    - 呼称を「J:COM 船橋・習志野」に変更[1]。チャンネル番号をJ:COM標準に変更。

  - 7月1日
    - 商号を「株式会社ジェイコム船橋習志野」に変更[1]。
- 2015年（平成27年）
  - 3月23日
    - 地上放送デジアナ変換暫定的提供の終了。
- 2018年（平成30年）
  - 1月1日
    - 株式会社ジェイコム千葉に吸収合併され解散。同社のJ:COM YY船橋習志野に継承される[5]。

## サービスエリア
- 千葉県
  - 船橋市、習志野市
  - 千葉市
    - 花見川区

## 業務内容
基本サービス
1. ケーブルテレビサービス
  1. J:COM TV[注 1]
  2. 双方向機能（STBインターネット接続サービス）
  3. インタラクTV（STBテレビ向け情報サービス）
  4. ナビシェル（STB向けご案内画面サービス）
  5. J:COMオンデマンド（VODサービス）
  6. ケータイde録画予約（リモート番組録画予約）
2. インターネット接続サービス
  1. J:COM NET
  2. ZAQ（インターネットサービスプロバイダ）
  3. J:COM WiMAX 2+[注 2]（WiMAXサービス）
3. プライマリ電話サービス
  1. J:COM PHONEプラス[注 3]

付加サービス
- ジェイコム マガジン（番組ガイド誌）
- J:COMチャンネル番組ガイド（地域情報誌）
- J:COMチャンネル（第一コミュニティチャンネル）
- J:COMテレビ（第二コミュニティチャンネル）
- J:COM 緊急地震速報（高度利用者向け地震速報）

### J:COM TV

#### テレビ
- 地上デジタル・BSデジタル以外のデジタルチャンネル表記は、特に表記ない場合『CATV###』
- 『●』『○』は該当コースで視聴可能チャンネル。
- 『▲』『△』はオプションチャンネル。
- チャンネル|放送局名は、成人向けとして指定されているため、未成年者（20歳未満）は加入申し込みができないほか、成人に対しても、加入にあたっては未成年者が視聴できないようにする対応を必ず実施するよう求めている。

| ジャンル                    | ジャンル                     | デジタル チャンネル 番号                       | 放送局                                         | コース                                         | コース                                         | コース                                         | 画 質                                          | 備 考                                          |
| ジャンル                    | ジャンル                     | デジタル チャンネル 番号                       | 放送局                                         | デジ マックス                                  | デジ エース                                    | デジ スタ                                      | 画 質                                          | 備 考                                          |
| --------------------------- | ---------------------------- | ---------------------------------------------- | ---------------------------------------------- | ---------------------------------------------- | ---------------------------------------------- | ---------------------------------------------- | ---------------------------------------------- | ---------------------------------------------- |
| 地上 デジタル 放送          | 地上 デジタル 放送           | 011                                            | NHK総合・東京                                  | ●                                              | ●                                              | ●                                              | HD                                             |                                                |
| 地上 デジタル 放送          | 地上 デジタル 放送           | 021                                            | NHKEテレ・東京                                 | ●                                              | ●                                              | ●                                              | HD                                             |                                                |
| 地上 デジタル 放送          | 地上 デジタル 放送           | 031                                            | チバテレ                                       | ●                                              | ●                                              | ●                                              | HD                                             |                                                |
| 地上 デジタル 放送          | 地上 デジタル 放送           | 041                                            | 日本テレビ                                     | ●                                              | ●                                              | ●                                              | HD                                             |                                                |
| 地上 デジタル 放送          | 地上 デジタル 放送           | 051                                            | テレビ朝日                                     | ●                                              | ●                                              | ●                                              | HD                                             |                                                |
| 地上 デジタル 放送          | 地上 デジタル 放送           | 061                                            | TBS                                            | ●                                              | ●                                              | ●                                              | HD                                             |                                                |
| 地上 デジタル 放送          | 地上 デジタル 放送           | 071                                            | テレビ東京                                     | ●                                              | ●                                              | ●                                              | HD                                             |                                                |
| 地上 デジタル 放送          | 地上 デジタル 放送           | 081                                            | フジテレビジョン                               | ●                                              | ●                                              | ●                                              | HD                                             |                                                |
| 地上 デジタル 放送          | 地上 デジタル 放送           | 091                                            | TOKYO MX                                       | ●                                              | ●                                              | ●                                              | HD                                             |                                                |
| 地上 デジタル 放送          | 地上 デジタル 放送           | 101                                            | Jテレ                                          | ●                                              | ●                                              | ●                                              | HD                                             | マルチ編成あり                                 |
| 地上 デジタル 放送          | 地上 デジタル 放送           | 111                                            | J:COMチャンネル                                | ●                                              | ●                                              | ●                                              | 一部 SD                                        | マルチ編成あり                                 |
| 地上 デジタル 放送          | 地上 デジタル 放送           | 121                                            | 放送大学                                       | ●                                              | ●                                              | ●                                              | HD                                             |                                                |
| BS デジタル 放送            | BS デジタル 放送             | 101                                            | NHK BS1                                        | ●                                              | ●                                              | ●                                              | HD                                             |                                                |
| BS デジタル 放送            | BS デジタル 放送             | 103                                            | NHK BSプレミアム                               | ●                                              | ●                                              | ●                                              | HD                                             |                                                |
| BS デジタル 放送            | BS デジタル 放送             | 141                                            | BS日テレ                                       | ●                                              | ●                                              | ●                                              | HD                                             |                                                |
| BS デジタル 放送            | BS デジタル 放送             | 151                                            | BS朝日                                         | ●                                              | ●                                              | ●                                              | HD                                             |                                                |
| BS デジタル 放送            | BS デジタル 放送             | 161                                            | BS-TBS                                         | ●                                              | ●                                              | ●                                              | HD                                             |                                                |
| BS デジタル 放送            | BS デジタル 放送             | 171                                            | BSジャパン                                     | ●                                              | ●                                              | ●                                              | HD                                             |                                                |
| BS デジタル 放送            | BS デジタル 放送             | 181                                            | BSフジ                                         | ●                                              | ●                                              | ●                                              | HD                                             |                                                |
| BS デジタル 放送            | BS デジタル 放送             | 191                                            | WOWOW プライム                                 | ▲                                              | ▲                                              | ▲                                              | HD                                             | 3チャンネルセットで2,300円（税抜）             |
| BS デジタル 放送            | BS デジタル 放送             | 192                                            | WOWOW ライブ                                   | ▲                                              | ▲                                              | ▲                                              | HD                                             | 3チャンネルセットで2,300円（税抜）             |
| BS デジタル 放送            | BS デジタル 放送             | 193                                            | WOWOW シネマ                                   | ▲                                              | ▲                                              | ▲                                              | HD                                             | 3チャンネルセットで2,300円（税抜）             |
| BS デジタル 放送            | BS デジタル 放送             | 200                                            | スター・チャンネル 1                           | ▲                                              | ▲                                              | ▲                                              | HD                                             | 3チャンネルセットで2,000円（税込2,100円）      |
| BS デジタル 放送            | BS デジタル 放送             | 201                                            | スター・チャンネル 2                           | ▲                                              | ▲                                              | ▲                                              | HD                                             | 3チャンネルセットで2,000円（税込2,100円）      |
| BS デジタル 放送            | BS デジタル 放送             | 202                                            | スター・チャンネル 3                           | ▲                                              | ▲                                              | ▲                                              | HD                                             | 3チャンネルセットで2,000円（税込2,100円）      |
| BS デジタル 放送            | BS デジタル 放送             | 211                                            | BS11デジタル                                   | ●                                              | ●                                              | ●                                              | HD                                             |                                                |
| BS デジタル 放送            | BS デジタル 放送             | 222                                            | TwellV                                         | ●                                              | ●                                              | ●                                              | HD                                             |                                                |
| 自主放送 チャンネル         | 自主放送 チャンネル          | アナログ多チャンネルサービス終了により現在なし | アナログ多チャンネルサービス終了により現在なし | アナログ多チャンネルサービス終了により現在なし | アナログ多チャンネルサービス終了により現在なし | アナログ多チャンネルサービス終了により現在なし | アナログ多チャンネルサービス終了により現在なし | アナログ多チャンネルサービス終了により現在なし |
| ニュース                    | ニュース                     | 101                                            | 日経CNBC                                       | ●                                              | ●                                              | ●                                              | SD                                             |                                                |
| ニュース                    | ニュース                     | 103                                            | CNNj                                           | ●                                              | ●                                              | ●                                              | SD                                             |                                                |
| ニュース                    | ニュース                     | 105                                            | BBCワールドニュース                            | ●                                              |                                                |                                                | SD                                             |                                                |
| ニュース                    | ニュース                     | 106                                            | TBSニュースバード                              |                                                |                                                | ●                                              | SD                                             |                                                |
| ニュース                    | ニュース                     | 107                                            | 朝日ニュースター                               | ●                                              |                                                |                                                | SD                                             |                                                |
| ニュース                    | ニュース                     | 156                                            | TBSニュースバードHD                            | ●                                              | ●                                              |                                                | HD                                             |                                                |
| スポーツ                    | スポーツ                     | 102                                            | 日テレG+                                       |                                                |                                                | ●                                              | SD                                             |                                                |
| スポーツ                    | スポーツ                     | 201                                            | J sports 1                                     |                                                |                                                | ●                                              | SD                                             |                                                |
| スポーツ                    | スポーツ                     | 202                                            | J sports 2                                     |                                                |                                                | ●                                              | SD                                             |                                                |
| スポーツ                    | スポーツ                     | 204                                            | ゴルフネットワーク                             |                                                |                                                | ●                                              | SD                                             |                                                |
| スポーツ                    | スポーツ                     | 205                                            | GAORA                                          |                                                |                                                | ●                                              | SD                                             |                                                |
| スポーツ                    | スポーツ                     | 207                                            | J sports 3                                     |                                                |                                                | ●                                              | SD                                             |                                                |
| スポーツ                    | スポーツ                     | 152                                            | 日テレG+ HD                                    | ●                                              | ●                                              |                                                | HD                                             |                                                |
| スポーツ                    | スポーツ                     | 251                                            | J sports 1 HD                                  | ●                                              | ●                                              |                                                | HD                                             |                                                |
| スポーツ                    | スポーツ                     | 252                                            | J sports 2 HD                                  | ●                                              | ●                                              |                                                | HD                                             |                                                |
| スポーツ                    | スポーツ                     | 254                                            | ゴルフネットワークHD                           | ●                                              | ●                                              |                                                | HD                                             |                                                |
| スポーツ                    | スポーツ                     | 255                                            | GAORA HD                                       | ●                                              | ●                                              |                                                | HD                                             |                                                |
| スポーツ                    | スポーツ                     | 256                                            | スカイ・A sports+ HD                           | ●                                              | ●                                              |                                                | HD                                             |                                                |
| スポーツ                    | スポーツ                     | 257                                            | J sports 3 HD                                  | ●                                              | ●                                              |                                                | HD                                             |                                                |
| 映画                        | 映画                         | 301                                            | チャンネルNECO                                 |                                                |                                                | ●                                              | SD                                             |                                                |
| 映画                        | 映画                         | 302                                            | ムービープラス                                 |                                                |                                                | ●                                              | SD                                             |                                                |
| 映画                        | 映画                         | 310                                            | 日本映画専門チャンネル                         |                                                |                                                | ●                                              | SD                                             |                                                |
| 映画                        | 映画                         | 330                                            | V☆パラダイス                                   | ●                                              |                                                |                                                | SD                                             |                                                |
| 映画                        | 映画                         | 352                                            | ムービープラスHD                               | ●                                              | ●                                              |                                                | HD                                             |                                                |
| 映画                        | 映画                         | 354                                            | ザ・シネマHD                                   | ●                                              |                                                |                                                | HD                                             |                                                |
| 映画                        | 映画                         | 355                                            | 日本映画専門チャンネルHD                       | ●                                              | ●                                              |                                                | HD                                             |                                                |
| 映画                        | 映画                         | 356                                            | チャンネルNECO-HD                              | ●                                              | ●                                              |                                                | HD                                             |                                                |
| ドラマ                      | ドラマ                       | 303                                            | ファミリー劇場                                 |                                                |                                                | ●                                              | SD                                             |                                                |
| ドラマ                      | ドラマ                       | 304                                            | スーパー!ドラマTV                              |                                                |                                                | ●                                              | SD                                             |                                                |
| ドラマ                      | ドラマ                       | 305                                            | FOX                                            |                                                |                                                | ●                                              | SD                                             |                                                |
| ドラマ                      | ドラマ                       | 306                                            | 時代劇専門チャンネル                           |                                                |                                                | ●                                              | SD                                             |                                                |
| ドラマ                      | ドラマ                       | 308                                            | AXNミステリー                                  | ●                                              | ●                                              | ●                                              | SD                                             |                                                |
| ドラマ                      | ドラマ                       | 309                                            | LaLa TV                                        |                                                |                                                | ●                                              | SD                                             |                                                |
| ドラマ                      | ドラマ                       | 311                                            | AXN                                            |                                                |                                                | ●                                              | SD                                             |                                                |
| ドラマ                      | ドラマ                       | 353                                            | LaLa HD                                        | ●                                              | ●                                              |                                                | HD                                             |                                                |
| ドラマ                      | ドラマ                       | 357                                            | ファミリー劇場 HD                              | ●                                              | ●                                              |                                                | HD                                             |                                                |
| ドラマ                      | ドラマ                       | 358                                            | スーパー!ドラマTV HD                           | ●                                              | ●                                              |                                                | HD                                             |                                                |
| ドラマ                      | ドラマ                       | 359                                            | 時代劇専門チャンネルHD                         | ●                                              | ●                                              |                                                | HD                                             |                                                |
| ドラマ                      | ドラマ                       | 360                                            | AXN HD                                         | ●                                              | ●                                              |                                                | HD                                             |                                                |
| ドラマ                      | ドラマ                       | 365                                            | FOX HD                                         | ●                                              | ●                                              |                                                | HD                                             |                                                |
| アニメ・キッズ              | アニメ・キッズ               | 401                                            | キッズステーション                             |                                                |                                                | ●                                              | SD                                             |                                                |
| アニメ・キッズ              | アニメ・キッズ               | 402                                            | カートゥーン ネットワーク                      | ●                                              | ●                                              | ●                                              | SD                                             |                                                |
| アニメ・キッズ              | アニメ・キッズ               | 403                                            | アニマックス                                   |                                                |                                                | ●                                              | SD                                             |                                                |
| アニメ・キッズ              | アニメ・キッズ               | 404                                            | ディズニー・チャンネル                         | ●                                              | ●                                              |                                                | SD                                             |                                                |
| アニメ・キッズ              | アニメ・キッズ               | 405                                            | ディズニーXD                                   | ●                                              | ●                                              |                                                | SD                                             |                                                |
| アニメ・キッズ              | アニメ・キッズ               | 451                                            | キッズステーション HD                          | ●                                              | ●                                              |                                                | HD                                             |                                                |
| アニメ・キッズ              | アニメ・キッズ               | 453                                            | アニマックス HD                                | ●                                              | ●                                              |                                                | HD                                             |                                                |
| 音楽                        | 音楽                         | 501                                            | スペースシャワーTV                             | ●                                              | ●                                              | ●                                              | SD                                             |                                                |
| 音楽                        | 音楽                         | 502                                            | MTV                                            |                                                |                                                | ●                                              | SD                                             |                                                |
| 音楽                        | 音楽                         | 503                                            | MUSIC ON! TV                                   |                                                |                                                | ●                                              | SD                                             |                                                |
| 音楽                        | 音楽                         | 510                                            | 歌謡ポップスチャンネル                         | ●                                              |                                                |                                                | SD                                             |                                                |
| 音楽                        | 音楽                         | 552                                            | MTV HD                                         | ●                                              | ●                                              |                                                | HD                                             |                                                |
| 音楽                        | 音楽                         | 553                                            | MUSIC ON! TV HD                                | ●                                              | ●                                              |                                                | HD                                             |                                                |
| ドキュメンタリー            | ドキュメンタリー             | 603                                            | ディスカバリーチャンネル                       | ●                                              | ●                                              | ●                                              | SD                                             |                                                |
| ドキュメンタリー            | ドキュメンタリー             | 608                                            | 動物チャンネル/アニマルプラネット              | ●                                              | ●                                              | ●                                              | SD                                             |                                                |
| ドキュメンタリー            | ドキュメンタリー             | 651                                            | ヒストリーチャンネル™ HD                       | ●                                              |                                                |                                                | HD                                             |                                                |
| ドキュメンタリー            | ドキュメンタリー             | 660                                            | ナショナル ジオグラフィック チャンネル HD      | ●                                              | ●                                              |                                                | HD                                             |                                                |
| 趣味・ エンターテインメント | 趣味・ エンターテインメント  | 363                                            | KBS WORLD HD                                   | ●                                              |                                                |                                                | HD                                             |                                                |
| 趣味・ エンターテインメント | 趣味・ エンターテインメント  | 364                                            | アジアドラマチックTV★HD                        | ●                                              | ●                                              |                                                | HD                                             |                                                |
| 趣味・ エンターテインメント | 趣味・ エンターテインメント  | 602                                            | 囲碁・将棋チャンネル                           | ●                                              |                                                |                                                | SD                                             |                                                |
| 趣味・ エンターテインメント | 趣味・ エンターテインメント  | 604                                            | 大人の趣味と生活向上◆アクトオンTV              | ●                                              |                                                |                                                | SD                                             |                                                |
| 趣味・ エンターテインメント | 趣味・ エンターテインメント  | 607                                            | 旅チャンネル                                   |                                                |                                                | ●                                              | SD                                             |                                                |
| 趣味・ エンターテインメント | 趣味・ エンターテインメント  | 613                                            | 釣りビジョン                                   | ●                                              |                                                |                                                | SD                                             |                                                |
| 趣味・ エンターテインメント | 趣味・ エンターテインメント  | 652                                            | チャンネル銀河HV                               | ●                                              | ●                                              |                                                | HD                                             |                                                |
| 趣味・ エンターテインメント | 趣味・ エンターテインメント  | 657                                            | 旅チャンネルHD                                 | ●                                              | ●                                              |                                                | HD                                             |                                                |
| 趣味・ エンターテインメント | 趣味・ エンターテインメント  | 659                                            | MONDO TV HD                                    | ●                                              |                                                |                                                | HD                                             |                                                |
| 趣味・ エンターテインメント | 趣味・ エンターテインメント  | 703                                            | TBSチャンネル                                  |                                                |                                                | ●                                              | SD                                             |                                                |
| 趣味・ エンターテインメント | 趣味・ エンターテインメント  | 751                                            | フジテレビONE                                  | ●                                              | ●                                              |                                                | HD                                             |                                                |
| 趣味・ エンターテインメント | 趣味・ エンターテインメント  | 752                                            | フジテレビTWO                                  | ●                                              | ●                                              |                                                | HD                                             |                                                |
| 趣味・ エンターテインメント | 趣味・ エンターテインメント  | 753                                            | TBSチャンネルHD                                | ●                                              | ●                                              |                                                | HD                                             |                                                |
| ショッピング                | ショッピング                 | 200                                            | ショップチャンネル                             | ●                                              | ●                                              | ●                                              | HD                                             |                                                |
| ショッピング                | ショッピング                 | 300                                            | QVC                                            | ●                                              | ●                                              | ●                                              | HD                                             |                                                |
| ショッピング                | ショッピング                 | 450                                            | ジャパネットチャンネルDX ハイビジョン          | ●                                              | ●                                              | ●                                              | HD                                             |                                                |
| ショッピング                | ショッピング                 | 500                                            | ジュエリー☆Gem Shopping TV                     | ●                                              | ●                                              | ●                                              | SD                                             |                                                |
| オプション チャンネル       | ドラマ                       | 312                                            | ホームドラマチャンネル                         | ▲                                              | ▲                                              | ▲                                              | SD                                             | 550円（税込577円）                             |
| オプション チャンネル       | スポーツ                     | 922                                            | FIGHTING TV サムライ                           | ▲                                              | ▲                                              | ▲                                              | SD                                             | 1,800円（税込1,890円）                         |
| オプション チャンネル       | スポーツ                     | 924                                            | J sports 4 HD                                  | ▲                                              | ▲                                              | ▲                                              | HD                                             | 1,300円（税込1,365円）                         |
| オプション チャンネル       | 映画                         | 931                                            | 衛星劇場                                       | ▲                                              | ▲                                              | ▲                                              | SD                                             | 2,000円（税込2,100円）                         |
| オプション チャンネル       | 映画                         | 932                                            | 東映チャンネル                                 | ▲                                              | ▲                                              | ▲                                              | SD                                             | 1,500円（税込1,575円）                         |
| オプション チャンネル       | アニメ・キッズ               | 941                                            | AT-X                                           | ▲                                              | ▲                                              | ▲                                              | SD                                             | 1,800円（税込1,890円）                         |
| オプション チャンネル       | 音楽                         | 951                                            | クラシカ・ジャパン                             | ▲                                              | ▲                                              | ▲                                              | SD                                             | 各コースとセットでプラス2,000円（税込2,100円） |
| オプション チャンネル       | 趣味・ エンター テインメント | 963                                            | フジテレビNEXT                                 | ▲                                              | ▲                                              | ▲                                              | HD                                             | 1,000円（税込1,050円）                         |
| オプション チャンネル       | 趣味・ エンター テインメント | 964                                            | タカラヅカ・スカイ・ステージ                   | ▲                                              | ▲                                              | ▲                                              | SD                                             | 2,500円（税込2,625円）                         |
| オプション チャンネル       | 趣味・ エンター テインメント | 965                                            | Mnet                                           | ▲                                              | ▲                                              | ▲                                              | SD                                             | 1,800円（税込1,890円）                         |
| オプション チャンネル       | 趣味・ エンター テインメント | 966                                            | KNテレビジョン                                 | ▲                                              | ▲                                              | ▲                                              | SD                                             | 各コースとセットでプラス2,500円（税込2,625円） |
| オプション チャンネル       | 趣味・ エンター テインメント | 977                                            | パチンコ★パチスロTV!HD                         | ▲                                              | ▲                                              | ▲                                              | HD                                             | 1000円（税込1050円）                           |
| オプション チャンネル       | 公営 競技                    | 971                                            | グリーンチャンネル HD                          | ▲                                              | ▲                                              | ▲                                              | HD                                             | 2チャンネルセットで1,200円（税込1,260円）      |
| オプション チャンネル       | 公営 競技                    | 972                                            | グリーンチャンネル2 HD                         | ▲                                              | ▲                                              | ▲                                              | HD                                             | 2チャンネルセットで1,200円（税込1,260円）      |
| オプション チャンネル       | 公営 競技                    | 973                                            | レジャーチャンネル                             | ▲                                              | ▲                                              | ▲                                              | SD                                             | 900円（税込945円）                             |
| オプション チャンネル       | 公営 競技                    | 974                                            | SPEEDチャンネル                                | ▲                                              | ▲                                              | ▲                                              | SD                                             | 900円（税込945円）                             |
| オプション チャンネル       | 成人 向け                    | 991                                            | プレイボーイ チャンネル                        | ▲                                              | ▲                                              | ▲                                              | SD                                             | 2,500円（税込2,625円）                         |
| オプション チャンネル       | 成人 向け                    | 992                                            | チャンネル・ルビー                             | ▲                                              | ▲                                              | ▲                                              | SD                                             | 2,500円（税込2,625円）                         |
| オプション チャンネル       | 成人 向け                    | 993                                            | レインボーチャンネル                           | ▲                                              | ▲                                              | ▲                                              | SD                                             | 2,300円（税込2,415円）                         |
| オプション チャンネル       | 成人 向け                    | 994                                            | ミッドナイト・ブルー                           | ▲                                              | ▲                                              | ▲                                              | SD                                             | 2,300円（税込2,415円）                         |
| オプション チャンネル       | 成人 向け                    | 995                                            | パラダイステレビ                               | ▲                                              | ▲                                              | ▲                                              | SD                                             | 2,000円（税込2,100円）                         |
| オプション チャンネル       | 成人 向け                    | 996                                            | ピンクチェリー                                 | ▲                                              | ▲                                              | ▲                                              | SD                                             | 2,000円（税込2,100円）                         |

- 地上デジタル放送のチバテレビを除いてジャパンケーブルネット (JCN) を使用している。
- 地上デジタル放送のチバテレビは独自設備で受信している。

#### FMラジオ
- 2011年4月現在。

| MHz  | 放送局      |
| ---- | ----------- |
| 76.1 | Inter FM    |
| 77.1 | 放送大学    |
| 78.0 | bayfm       |
| 79.0 | NACK5       |
| 80.0 | TOKYO FM    |
| 80.7 | NHK-千葉FM  |
| 81.3 | J-WAVE      |
| 84.7 | Fm yokohama |

## コミュニティチャンネル

### 放送番組
JCNプラスチャンネル#JCN船橋習志野を参照